# Phrynobatrachus acridoides
Phrynobatrachus acridoides är en groddjursart som först beskrevs av Cope 1867.  Phrynobatrachus acridoides ingår i släktet Phrynobatrachus och familjen Phrynobatrachidae. IUCN kategoriserar arten globalt som livskraftig. Inga underarter finns listade i Catalogue of Life.